# Ксантом
Ксантом (стање: ксантоматоза) је таложење жућкастог материјала богатог холестеролом који се може појавити било где у телу у различитим болесним стањима. Ксантом је кожна манифестација липидозе у којој се липиди акумулирају у великим пенастим ћелијама унутар коже. Они су повезани са хиперлипидемијама (примарног и секундарног типа).
Ксантоми тетива су повезани са хиперлипидемијом, хроничном опструкцијом билијарног тракта, примарном билијарном цирозом, ситостеролемијом и церебротендинозном ксантоматозом (ретком метаболичком болешћу). Палмарни ксантоми и тубероеруптивни ксантоми (преко колена и лактова) се јављају код хиперлипидемије типа 3.

## Етимологија
Термин ксантом потиче од грчких речи ξανθος - жуто  и   суфикса ωμα  који формира именицу које означава масу или тумор.

## Врсте

### Ксантелазма
Ксантелазма је ксантом са хистолошка сликом која приказује пенасте ћелије оптерећене липидима са великим површинама расцепа холестерола, увећање од 10 ×, бојење еозином и хематоксилином. 
Ксантелазма је оштро ограничена жућкаста колекција холестерола испод коже, обично на или око очних капака. Стриктно, ксантелазма је посебно стање, назива се ксантомом само када постане већа и нодуларна, поприма туморске пропорције. Ипак, често се једноставно класификује као подтип ксантома.

### Туберозни ксантом
Туберозни ксантом карактеришу ксантоми који се налазе изнад туберозности зглобова. 

### Ксантом на тетивама
Ксантом на тетивама или тендинозни ксантом се клинички карактерише папулама и чворовима који се налазе у тетивама шака, стопала и пете.  Такође је повезан са породичном хиперхолестеролемијом (ПХ). 

### Еруптивни ксантом
Еруптивни ксантом (ILDS D76.370) клинички се карактерише малим, жућкасто-наранџастим до црвенкасто-браон папулама окруженим еритематозним ореолом који се изненада појављују по целом телу, посебно по рукама, задњици и екстензорним површинама екстремитета.    Има тенденцију да се повезује са повишеним триглицеридима. 

### Равни ксантом
Равни ксантом или ксантом планум, клинички се карактерише тракама или правоугаоним плочама (макулама) и плаковима у дермису који се дифузно шире по великим деловима тела. 

### Ксантом на длановима
Ксантом на длановима или палмарни ксантом се клинички карактерише жућкастим плаковима који обухватају дланове и флексуларне површине прстију. Равни ксантоми се одликују жућкастим до наранџастим, равним макулама или благо повишеним плаковима, често са централном белом површином која може бити локализована. или уопштено. Често настају у кожним наборима, посебно у палмарним наборима. Јављају се код хиперлипопротеинемије типа 3 и типа 3А и у вези са билијарном цирозом. Присуство палмарних ксантома, као и присуство тетивних ксантома, указује на хиперхолестеролемију.

### Тубероеруптивни ксантом
Тубероеруптивни ксантом  се клинички карактерише црвеним папулама и чворовима који изгледају упаљено и имају тенденцију спајања.  Туберозни ксантоми се сматрају сличним, и налазе се унутар истог спектра болести као и еруптивни ксантоми. 

### Друге врсте ксантома
Други типови ксантома идентификовани у Медицинском речнику укључују:
- Диабетсени ксантом, тип еруптивног ксантома, често са тешким обликом дијабетеса.
- Дисеминовани ксантом, редак ксантом који се састоји од не-Х хистиоцита на флексуларним (савијеним) површинама, повезан са дијабетесом инсипидусом.

- Верукозни ксантом или хистиоцитоза 1: папилом оралне слузокоже и коже при чему везивно ткиво испод епитела садржи хистиоците.

## Дијагноза
Дијагноза кожних ксантома укључује одређивање типа ксантома и основног узрока кроз анамнезу пацијента, физички преглед и релевантне лабораторијске студије. Често класична жута или жуто-црвена боја и дистрибуција еруптивних, туберозних и равних ксантома (нпр. капци у ксантелазми) омогућавају претпостављену дијагнозу. Корелација клиничког и патолошког налаза потврђује дијагнозу.
Биопсија коже ексцизијом може да идентификује хистолошке карактеристике у складу са кожним ксантомом и може потврдити дијагнозу када је у корелацији са клиничким налазима. 
Испитивање липида наташте за процену дислипидемије требало би да се уради код свих пацијената са ксантомима, са изузетком пацијената са веруциформним ксантомима (који нису повезани са хиперлипидемијом). 
Пацијенти са хиперлипидемијом треба да прођу даљу евалуацију да би се идентификовао узрок дислипидемије. Пацијенти са еруптивним или равним ксантомима и хиперлипидемијом захтевају процену узрока секундарне хиперлипидемије, као што су дијабетес, болест штитне жлезде, болест јетре или болест бубрега. Обично почињемо процену ових пацијената добијањем нивоа глукозе наташте, хемоглобина А1Ц, тестова функције јетре, хормона који стимулише штитасту жлезду и тестова функције бубрега, у зависности од историје пацијента и прегледа симптома. Ако узрок секундарне хиперлипидемије не постане очигледан код пацијента са еруптивним или равним ксантомима, пацијент треба да се процени на примарну (наследну) дислипидемију. Пацијенте са тетивним или туберозним ксантомима аутоматски треба проценити на наследну дислипидемију.
Док деца са ситостеролемијом могу имати нормолипемичне ксантоме, код одраслих без доказа о дислипидемији, треба преиспитати дијагнозу еруптивних, туберозних или тендинозних ксантома с обзиром на снажну повезаност ових подтипова са дислипидемијом. 
Пацијенти са равним ксантомима могу бити нормолипидемични. Због повезаности дифузних нормолипемичних равних ксантома са хематолошком болешћу, код ових пацијената би требало да се процене на повезано хематолошко обољење. Разумне почетне лабораторијске студије укључују:
- комплетну крвну слику

- електрофорезу серумских протеина и имунофиксација серума

- тест лаког ланца без серума

## Прогноза
Без лечења, ксантоми обично перзистирају. Пацијенти са ксантомима повезаним са хиперлипидемијом захтевају клиничко праћење због морбидитета повезаних са хиперлипидемијом и основних узрока хиперлипидемије. Поред тога, пацијенти са дифузним равним ксантомима којима недостају докази о хематолошкој болести у време постављања дијагнозе захтевају дуготрајно праћење за развој хематолошке болести.